# Osselle
Osselle è una frazione di 385 abitanti situata nel dipartimento del Doubs nella regione della Borgogna-Franca Contea. Comune autonomo fino al 2015, dal 1º gennaio 2016 si è fusa con il comune di Routelle per formare il nuovo comune di Osselle-Routelle.

## Società

### Evoluzione demografica
Abitanti censiti